# Shapsug

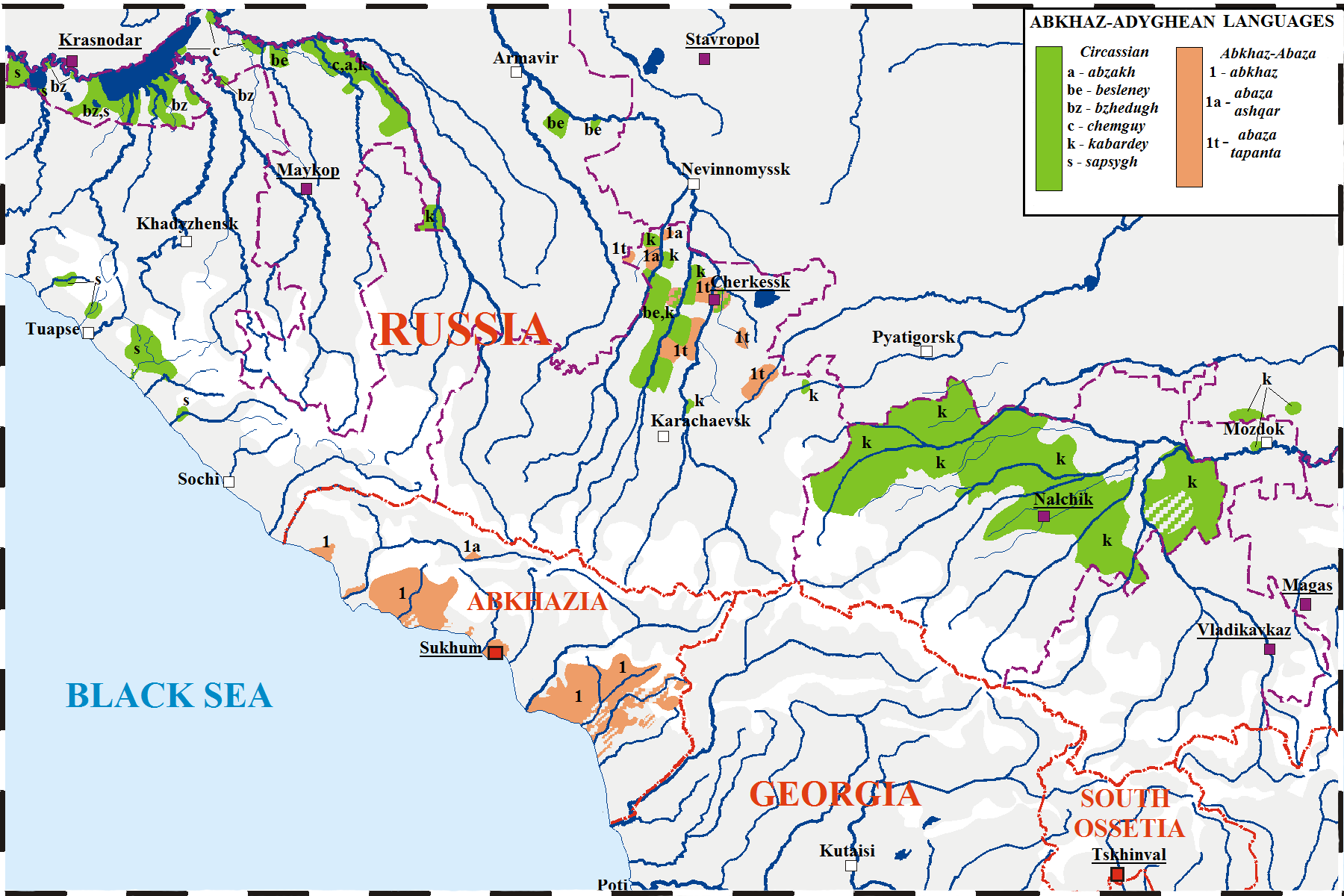
Grupos étnicos del Cáucaso.
S - shapsug

Los shapsug (en idioma adigué (autodenominación): Шапсыгъ-адыгэ [ʃaːpsəʁ], shapsig-adigé; en ruso: Шапсу́ги) son un pueblo dentro de la etnia adigué, que vive en Rusia: en el raión de Tuapsé, en el distrito de Lázarevskoye de Sochi en el krai de Krasnodar y en la república de Adiguesia (principalmente en los raiones de Tajtamukái y Teuchezh). También habitan fuera de estos territorios, sobre todo en Turquía, Siria y Jordania.